# 39679 Nukuhiyama
39679 Nukuhiyama este un asteroid din centura principală de asteroizi.

## Descriere
39679 Nukuhiyama este un asteroid din centura principală de asteroizi. A fost descoperit pe 19 iulie 1996 la Nanyo de Tomimaru Okuni. Asteroidul prezintă o orbită caracterizată de o semiaxă mare de 2,21 ua, o excentricitate de 0,16 și o înclinație de 4,8° în raport cu ecliptica.